# Équipe d'Angleterre de football au Championnat d'Europe 2004
L'Équipe d'Angleterre de football est éliminée lors des quarts de finale de l'Euro 2004.

## Effectif
| Numéro / Nom       | Numéro / Nom        | Équipe actuelle   | Date de naissance | J.              |                 |                 |                 |                 |
| Gardiens de but    | Gardiens de but     | Gardiens de but   | Gardiens de but   | Gardiens de but | Gardiens de but | Gardiens de but | Gardiens de but | Gardiens de but |
| ------------------ | ------------------- | ----------------- | ----------------- | --------------- | --------------- | --------------- | --------------- | --------------- |
|                    | 1 David James       | Manchester City   | 1er août 1970     | 4               | 0               | 1               | 0               | 0               |
|                    | 13 Paul Robinson    | Tottenham Hotspur | 15 octobre 1979   | 0               | 0               | 0               | 0               | 0               |
|                    | 22 Ian Walker       | Leicester City    | 31 octobre 1971   | 0               | 0               | 0               | 0               | 0               |
| Défenseurs         |                     |                   |                   |                 |                 |                 |                 |                 |
|                    | 2 Gary Neville      | Manchester United | 18 février 1975   | 4               | 0               | 1               | 0               | 0               |
|                    | 3 Ashley Cole       | Arsenal           | 20 décembre 1980  | 4               | 0               | 0               | 0               | 0               |
|                    | 5 John Terry        | Chelsea FC        | 7 décembre 1980   | 3               | 0               | 0               | 0               | 0               |
|                    | 6 Sol Campbell      | Arsenal           | 18 septembre 1974 | 4               | 0               | 0               | 0               | 0               |
|                    | 12 Wayne Bridge     | Chelsea FC        | 5 août 1980       | 0               | 0               | 0               | 0               | 0               |
|                    | 14 Phil Neville     | Manchester United | 21 janvier 1977   | 2               | 0               | 1               | 0               | 0               |
|                    | 15 Ledley King      | Tottenham Hotspur | 12 octobre 1980   | 2               | 0               | 0               | 0               | 0               |
|                    | 16 Jamie Carragher  | Liverpool FC      | 28 janvier 1978   | 0               | 0               | 0               | 0               | 0               |
| Milieux de terrain |                     |                   |                   |                 |                 |                 |                 |                 |
|                    | 4 Steven Gerrard    | Liverpool FC      | 30 mai 1980       | 4               | 1               | 1               | 0               | 0               |
|                    | 7 David Beckham     | Real Madrid       | 2 mai 1975        | 4               | 0               | 0               | 0               | 0               |
|                    | 8 Paul Scholes      | Manchester United | 16 novembre 1974  | 4               | 1               | 1               | 0               | 0               |
|                    | 11 Frank Lampard    | Chelsea FC        | 20 juin 1978      | 4               | 3               | 1               | 0               | 0               |
|                    | 17 Nicky Butt       | Manchester United | 21 janvier 1975   | 0               | 0               | 0               | 0               | 0               |
|                    | 18 Owen Hargreaves  | Bayern Munich     | 20 janvier 1981   | 3               | 0               | 0               | 0               | 0               |
|                    | 19 Joe Cole         | Chelsea FC        | 8 novembre 1981   | 0               | 0               | 0               | 0               | 0               |
|                    | 20 Kieron Dyer      | Newcastle United  | 29 décembre 1978  | 1               | 0               | 0               | 0               | 0               |
| Attaquants         |                     |                   |                   |                 |                 |                 |                 |                 |
|                    | 9 Wayne Rooney      | Everton           | 24 octobre 1985   | 4               | 4               | 1               | 0               | 0               |
|                    | 10 Michael Owen     | Liverpool FC      | 14 décembre 1979  | 4               | 1               | 0               | 0               | 0               |
|                    | 21 Emile Heskey     | Birmingham City   | 11 janvier 1978   | 1               | 0               | 0               | 0               | 0               |
|                    | 23 Darius Vassell   | Aston Villa       | 13 juin 1980      | 4               | 0               | 0               | 0               | 0               |
| Sélectionneur      |                     |                   |                   |                 |                 |                 |                 |                 |
|                    | Sven Göran Eriksson |                   | 5 février 1948    |                 |                 |                 |                 |                 |
| Réserve            |                     |                   |                   |                 |                 |                 |                 |                 |
|                    | Richard Wright      | Everton           | 5 novembre 1977   |                 |                 |                 |                 |                 |
|                    | Gareth Southgate    | Middlesbrough     | 3 septembre 1970  |                 |                 |                 |                 |                 |
|                    | Matthew Upson       | Birmingham City   | 18 avril 1979     |                 |                 |                 |                 |                 |
|                    | Scott Parker        | Chelsea FC        | 13 octobre 1980   |                 |                 |                 |                 |                 |
|                    | Alan Smith          | Leeds United      | 28 octobre 1980   |                 |                 |                 |                 |                 |
|                    | Jermain Defoe       | Tottenham Hotspur | 7 octobre 1982    |                 |                 |                 |                 |                 |

## Staff

### Sélectionneur
- Sven Göran Eriksson

### Entraîneurs adjoints
- Tord Grip, entraîneur adjoint
- Steve McClaren, assistant
- Sammy Lee, assistant
- Ray Clemence, entraîneur des gardiens

## Résultats (premier tour: groupe B)
| Date         | Équipe 1   | Équipe 2   | Résultat | Buteurs                                                                        |
| 13 juin 2004 | France     | Angleterre | 2 - 1    | Lampard (38e) \| Zidane (90e) et (93e)                                         |
| 17 juin 2004 | Angleterre | Suisse     | 3 - 0    | Rooney (23e) et (75e), Gerrard (81e)                                           |
| 21 juin 2004 | Croatie    | Angleterre | 2 - 4    | Kovač (5e), Tudor (73e) \| Scholes (40e), Rooney (45e) et (68e), Lampard (79e) |
| 24 juin 2004 | Portugal   | Angleterre | 2 - 2    | Postiga (83e), Rui Costa (110e) \| Owen (3e), Lampard (115e)                   |